# Ikigai

Het bloemvormige venndiagram van ikigai in het Engels

Ikigai (letterlijk: een reden van bestaan) is een Japans concept waarmee iemand een doel in het leven, of meer concreet een passende baan met de juiste motivatie kan vinden. Het helpt om een functie te vinden waarbij iemand het beste tot zijn of haar recht komt.
Ikigai wordt gevisualiseerd in een venndiagram in de vorm van een bloem met vier bladeren waarbij elk blad een eigenschap vertegenwoordigt. Het ideaal is om een baan te vinden die aan alle vier de eigenschappen voldoet. Dat betekent een baan:
- Waar iemand van houdt;
- Waar iemand goed in is;
- Waar iemand voor betaald wordt;
- Wat de wereld (of iemands omgeving) nodig heeft.

De eerste drie bladeren hebben betrekking op iemand zelf, het vierde op de maatschappij. Voldoet de functie slechts aan een deel van bovenstaande criteria dan is de baan slechts te definiëren als gewoon een beroep of passie of missie. Voldoet de baan aan alle vier dan heeft de persoon zijn/haar ikigai gevonden.
Het concept ikigai is reeds eeuwenoud maar werd in 1966 beschreven door psychiater Mieko Kamiya in een boek genaamd Over de zin van het leven. Auteur Dan Buettner stelde in het blad National Geographic dat ikigai mogelijk een van de redenen is waarom de bewoners van Okinawa zo laat met pensioen gaan.